# NGC 129
NGC 129 là một cụm mở trong chòm sao Thiên Hậu. Nó được phát hiện bởi William Herschel vào năm 1788. Nó nằm gần như chính xác giữa các ngôi sao sáng Caph (Cassiopeiae) và γ Cassiopeiae. Nó lớn nhưng không dày đặc và có thể được quan sát bằng ống nhòm, trong đó rõ ràng nhất là một tam giác nhỏ gồm các ngôi sao có cường độ 8 và 9, nằm ở trung tâm của cụm sao.
NGC 129 chứa một số ngôi sao khổng lồ. Thành viên sáng nhất của cụm trong DL Cassiopeiae, một hệ thống nhị phân chứa biến Cepheid với thời gian 8,00 ngày. Sử dụng biến động độ sáng của DL Cassiopeia từ 8,7 đến 9,28, Gieren và al năm 1994 đã xác định khoảng cách của NGC 129 ở 2034 ± 110 kpc (6.630 ± 360 ly), lớn hơn khoảng cách mà Turner et đạt được al. (1992), người đã thu được khoảng cách 1.670 ± 13 pc, từ khớp ZAM của cụm. Một nguyên nhân có thể của sự khác biệt này là mức độ cản trở khác nhau của ánh sáng và sao đỏ của các ngôi sao trong cụm sao. Thêm một biến cepheid, V379 Cas, cũng là một thành viên có thể có của NGC 129.